# Kampung Jawa (Kejuruan Muda)
Kampung Jawa is een bestuurslaag in het regentschap Aceh Tamiang van de provincie Atjeh, Indonesië. Kampung Jawa telt 1680 inwoners (volkstelling 2010).